# Butia pubispatha
La palmera butiá escoba (Butia pubispatha) es una especie del género Butia de la familia de las palmeras (Arecaceae). Habita en el centro-este de Sudamérica.

## Taxonomía
Esta especie fue descrita originalmente en el año 2010 por el botánicos Larry Ronald Noblick y Harri Lorenzi.

## Distribución y hábitat
Esta palmera es un endemismo del sudeste brasileño. Se distribuye en el este del estado Paraná, por ejemplo en la localidad de Jaguariaíva. Esta palmera es un endemismo de la provincia fitogeográfica del cerrado, y de las zonas rupícolas de altitud, donde crece en sabanas sobre suelos arenosos.

## Características y usos
Es una palma enana, con un tallo subterráneo el cual forma una reducida copa provista de escasas hojas pinnadas de color verde-grisáceo. Crece más rápidamente y con mayor vigor que su similar B. microspadix, lo que sumado a sus cualidades estéticas y a su resistencia al frío la hacen adecuada para ser emplea en jardinería en climas templados.